# Hrabstwo Douglas (Oregon)
Hrabstwo Douglas (ang. Douglas County) – hrabstwo w stanie Oregon w Stanach Zjednoczonych. Obszar całkowity hrabstwa obejmuje powierzchnię 5133,83 mil² (13 296,56 km²). Według szacunków United States Census Bureau w roku 2009 miało 103 205 mieszkańców.
Hrabstwo powstało w 1852 roku. 

## Miasta[4]
- Canyonville
- Drain
- Elkton
- Glendale
- Myrtle Creek
- Oakland
- Reedsport
- Riddle
- Roseburg
- Sutherlin
- Winston
- Yoncalla

## CDP[4]
- Days Creek
- Dillard
- Fair Oaks
- Gardiner
- Glide
- Green
- Lookingglass
- Melrose
- Roseburg North
- Tri-City
- Winchester Bay